# Sulfering

Structuur van een sulfonzuur als functionele groep (sulfogroep)

Sulfering (Engels: sulfation) is de door enzymen gekatalyseerde binding van een sulfogroep aan een ander molecuul. Het is een modificatie waarbij het enzym sulfotransferase een sulfogroep van een donorsubstraat, zoals 3'-fosfoadenosine-5'-fosfosulfaat (PAPS), overzet naar een hydroxyl- of aminegroep van een substraatmolecuul. Sulfering is betrokken bij veel verschillende biochemische processen, waaronder ontgifting, hormoonregulatie, eiwit-eiwit interacties en celsignalering. 
Sulfering vindt plaats tijdens de synthese van gesulfoneerde glycosaminoglycanen, zoals heparine, heparaansulfaat en chondroïtinesulfaat. Sulfering is een van de belangrijkste posttranslationele modificaties in eiwitten, met name bij tyrosineresiduen van eiwitten met een extracellulaire bestemming. Sulfering van eiwitten vindt plaats in het golgi-apparaat. Het proces komt voor in de cellen van dieren en planten, maar niet in prokaryoten of in gisten. De rol van deze modificatie is niet goed opgehelderd.